# Time Will Tell (Fifth Angel)
Time Will Tell è il secondo album in studio dei Fifth Angel, pubblicato nel 1989 dalla Epic Records.

## Tracce
1. Cathedral (Archer, Mary, Pilot) 4:07
2. Midnight Love (Archer, Pilot) 4:37
3. Seven Hours (Archer, Pilot) 4:51
4. Broken Dreams (Archer, Mary, Pilot) 4:55
5. Time Will Tell (Archer, Bechtel, Pilot) 4:23
6. Lights Out (Mogg, Parker, Schenker, Way) 4:05 (UFO Cover)
7. Wait for Me (Archer, Macko, Pilot) 4:48
8. Angel of Mercy (Archer, Pilot) 4:31
9. We Rule (Archer, Mary, Pilot) 3:32
10. So Long (Archer, Pilot) 4:47
11. Feel the Heat (Archer, Pilot) 3:54

## Formazione
- Ted Pilot - prima voce
- Ed Archer - chitarra,
- Kendall Bechtel - chitarra
- John Marco - basso
- Ken Mary - batteria

### Altri musicisti
- Lisa Dalbello - cori